# FKスロガ・トルン
FKスロガ・トルン（FK Sloga Trn）は、ボスニア・ヘルツェゴビナのスルプスカ共和国トルンをホームタウンとするサッカークラブである。

## 歴史
1938年に創設された。
1997年にクプ・レプブリケ・スルプスケで優勝、プルヴァ・リーガRS・西地域でも優勝した。1996-97シーズンのプルヴァ・リーガRSは東地域と西地域に分けて開催された最後のシーズンであり、両グループで12チームによるレギュラーシーズン（全22試合）が行われた後、両グループの1位チーム同士によるプレーオフで総合優勝が決定されるレギュレーションで争われた。スロガ・トルンはプレーオフで東地域優勝のFKルダル・ウグリェヴィクと対戦したが、0-2、1-0で敗れて総合優勝を逃した。
2005年と2009年にドルガ・リーガRS・西地域で優勝した。
2018年、クラブ創設80周年を記念してレッドスター・ベオグラードのベテランチームとの親善試合が開催された。

## 獲得タイトル
- クプ・レプブリケ・スルプスケ：1回
  - 1996-97

- ドルガ・リーガRS：2回
  - 2004-05, 2008-09